# Coleophora uliginosella
Coleophora uliginosella é uma espécie de mariposa do gênero Coleophora pertencente à família Coleophoridae.